# Sunao Tawara
Sunao Tawara (田原 淳 (Tawara Sunao?) Ōita, 5 de julio de 1873 – 19 de enero de 1952) fue un médico patólogo japonés. Junto con el patólogo alemán Ludwig Aschoff, fueron los descubridores del nodo atrioventricular.

## Biografía
Tawara estudió medicina en la Facultad de Medicina de la Universidad de Tokio, en donde se graduó en 1901 y en 1908 obtuvo un doctorado en Ciencias Médicas. Entre 1903 y 1906, Tawara se dedicó a estudiar patología y Anatomía patológica con Ludwig Aschoff, en la Universidad de Marburgo. Durante este periodo que estuvo en Alemania, Tawara emprendió sus obras importantes en la patología y anatomía del corazón. Cuando regresó a Japón, Tawara fue nombrado profesor asistente de patología en la Universidad de Kyushu en Fukuoka. En 1908, se convirtió en profesor de tiempo completo.
Tawara falleció el 19 de enero de 1952, a los 78 años de edad.

## Publicaciones
- Die Topographie und Histologie der Brückenfasern. Ein Beitrag zur Lehre von der Bedeutung der Purkinjeschen Fäden. (Vorläufige Mitteilung). Zentralblatt für Physiologie 19 ( 3) 6 de mayo de 1905: 70-77
- Anatomisch-histologische Nachprüfung der Schnittführung an den von Prof. H. E. Hering übersandten Hundeherzen.. Archiv für die gesamte Physiologie des Menschen und der Tiere 111 ( 7-8) 20 de febrero de 1906: 300-302
- Über die sogenannten abnormen Sehnenfäden des Herzens. Ziegler’s Beiträge zur Pathologischen Anatomie und zur allgemeinen Pathologie 39, 1906: 563-584
- Das Reizleitungssystem des Säugetierherzens. Eine anatomisch-histologische Studie über das Atrioventrikularbündel und die Purkinjeschen Fäden. Jena:Gustav Fischer, 1906
- Die heutige Lehre von den pathologisch-anatomischen Grundlagen der Herzschwäche: kritische Bemerkungen auf Grund eigener Untersuchungen.  (con L. Aschoff). Jena: Fischer, 1906